# Emperor
Empéror — норвезький блек-метал гурт, заснований в 1991 році. Команда значно вплинула на розвиток жанру Black metal. Ранні альбоми Emperor заклали основу симфонічного блек-металу. Завдяки оригінальному симфонічному звучанню гурт став одним з найвідоміших гуртів серед жанру Black metal. Засновниками і беззмінними учасниками Emperor були мультиінструменталіст і вокаліст Ісан (Вегард Сверре Твейтан) і гітарист, бас-гітарист Самот (Томас Хауген). Гурт припинив діяльність у 2001 році, пізніше Ісан і Самот неодноразово разом брали участь у концертах.

## Історія гурту
Ісан і Самот познайомилися на музичному семінарі і почали разом створювати музику, але назви гурту постійно змінювалися: спочатку Dark Device, потім Xerasia, пізніше Embryonic. Приблизно в 1990 році вони разом з бас-гітаристом Відаром Воером і барабанщиком Торбйорном Аккерхаугеном заснували дез-метал гурт Thou Shalt Suffer. У 1991 році Ісан і Самот під враженням від музики Bathory і Celtic Frost заснували блек-металевий сайд проєкт, названий Emperor. Разом з новим бас-гітаристом Ховардом Еллефсеном, що взяв псевдонім Mortiis, вони записали демо-касету Wrath of the Tyrant. Бо у гурті не було ударника, партії ударних записав Самот.
До Emperor приєднався барабанщик Бард Ейтун, який взяв псевдонім «Фауст», і Самот зайняв місце гітариста. Гурт підписав контракт із щойно створеним лейблом Candlelight; на ньому вийшов міні-альбом Emperor (пізніше він був виданий сплітом з міні-альбомом Hordanes Land інших норвезьких блек-металістів Enslaved). Після запису міні-альбому Mortiis пішов з гурту, переїхав до Швеції і почав сольну кар'єру.
На початку 1990-х норвезькі блек-металісти, включно з музикантами Emperor, об'єдналися навколо ідеолога руху, гітариста Mayhem Евронімуса. Евронімус володів музичним магазином Helvete, цокольний поверх якого став місцем збору «внутрішнього чорного кола», об'єднаного інтересом до сатанізму і неприйняттям християнства. Члени кола спалили кілька дерев'яних церков в різних містах Норвегії, в підпалах брали участь Самот і Фауст. Фауст 21 серпня 1992 року в Ліллехамері вбив гомосексуала, який запропонував їм усамітнитися. Коли вони відійшли подалі, Фауст дістав ніж і завдав безліч ударів.
Активне розслідування злочинів почалося тільки через рік, коли широкого розголосу набуло вбивство Евронімуса Варґом Вікернесом. Фауст був засуджений до чотирнадцяти років за вбивство, Самота і нового бас-гітариста Tchort (Тер'є Шей) визнано винними відповідно в підпалі церкви в Гольменколлені і нападі та засуджено на невеликий термін.
На якийсь період часу Ісан залишався єдиним з усього гурту на свободі.
У 1994 році на Candlelight вийшов дебютний альбом гурту In the Nightside Eclipse, записаний в серпні 1993 року — до початку кримінального переслідування музикантів. Альбом отримав схвальні відгуки критиків завдяки вдало вплетених в «брудну» і агресивну музику клавішних пасажів та інших симфонічних елементів, якими гурт завдячував Ісану.
У 1996 році, після дострокового звільнення Самота, разом з новими басистом Алвером і ударником Трюмом Торсоном гурт записав міні-альбом «Reverence» і — в наступному році — другий повноформатний альбом «Anthems to the Welkin at Dusk»
Новий альбом «IX Equilibrium» у більшості мав риси прогресивного металу і дет-металу і створювався з розрахунком на інтенсивну концертну діяльність.
Гурт розпався у 2001 році, тому що учасники відчували, що вони втілили усі надії та сподівання щодо Imperor. Вони отримали «легендарний» статус, гастролювали по всьому світу, мали великий каталог релізів, та не хотіли, щоб їх називали гуртом, який «ніколи не знає, коли зупинитись у написанні музики».
Ісан разом зі своєю дружиною створив неокласичний проєкт Peccatum, а з 2006 року почав створювати сольні альбоми. Самот і Трюм створили дет-метал гурт Zyklon, який до свого розпаду випустив чотири альбоми.
У 2005 році Ісан, Самот і Трюм возз'єдналися на фестивалі Inferno в Осло і відіграли тури в Європі і США у 2006 і 2007 роках, при цьому у 2006 році американські концерти пройшли без Самота, який не отримав візу.
Самот оголосив 23 жовтня 2007 року, що Emperor розпочав підготовку другого офіційного випуску DVD. 8 грудня 2008 року було вказано, що цей реліз називатиметься «Live Inferno» і презентуватиметься у вигляді альбому з подвійним диском і живого DVD, знятого на їх виступах у рамках фестивалю Metal Inferno і Wacken під час їхнього короткого возз'єднання. Він презентований 16 квітня 2009 року в Європі і 21 квітня в Північній Америці.
У 2007 році було знову оголошено про розпуск Emperor.
У 2013 році Ісан і Самот оголосили про возз'єднання, приурочене до двадцятиріччя In the Nightside Eclipse, і виступили Bloodstock у 2014 році і 25-ій річниці фестивалю Wacken Open Air в тому ж році. До концертної діяльності приєднався Фауст.
У 2016 році було оголошено ще одне об'єднання на 2017 рік, в якому гурт виконує альбом «Anthems To The Welkin At Dusk» у повному обсязі, щоб відсвяткувати 20-річницю LP.

## Склад гурту

### Учасники
- Ісан (Вегард Сверре Твейтан) — вокал, гітара, бас-гітара, синтезатор, клавіші
- Самот (Томас Хауген) — гітара
- Фауст (Бард Эйтун) — ударні

### Колишні учасники
- Йонас Алвер — бас-гітара (1995—1998).
- Tchort (Терьє Шей) — бас-гітара (1993—1994).
- Mortiis (Ховард Еллефсен) — бас-гітара (1991—1992).
- Трюм Торсон (Кай Мозакер) — ударні (1995—2001, 2005—2007).

### Концертні та сесійні музиканти
Ildjarn (Відар Вааер) — бас-гітара (1993).
Стейнар Сверд Йонсен — клавіші (1994—1995)
Charmand Grimloch (Йоахім Рюгг) — клавіші (1996—1999)
Тюр (Ян Ерік Торгесен) — бас-гітара (1998—2001).
Тоні «Secthdamon» Інгебрігтсен — бас-гітара (2005—2007, 2013—2014)
Ейнар Сольберг — клавіші(2005—2007, 2013—2014)

## Дискографія

### Студійні записи
- Emperor (12" EP) (1993)
- As the Shadows Rise 7" EP (1994)
- In the Nightside Eclipse (1994)
- Reverence (EP, 1996)
- Anthems to the Welkin at Dusk (1997)
- IX Equilibrium (1999)
- Prometheus: The Discipline of Fire & Demise (2001)

### Спліти, збірники та концертні записи
- Emperor / Hordanes Land (спліт с Enslaved, 1993)
- Emperor / Wrath of the Tyrant (збірник) — (1998)
- Thorns vs. Emperor (спліт з Thorns, 1999)
- True Kings of Norway (спліт, 2000)
- Emperial Vinyl Presentation (2001)
- Scattered Ashes: A Decade of Emperial Wrath (збірник, 2003)
- Thus Spake The Nightspirit (сингл, концертний запис, 2009)

### Демо-записи
- Wrath of the Tyrant (1992)
- As the Shadows Rise (1994)

### Відео
- The Loss and Curse of Reverence (1996)
- Emperial Live Ceremony (2000)
- Empty (2001)